# William Gladstone, VII baronetto
Sir Erskine William Gladstone, VII baronetto (29 ottobre 1925 – Chester, 29 marzo 2018), è stato un militare e insegnante britannico.

## Biografia
Sir Erskine William Gladstone nacque il 29 ottobre 1925 ed era figlio di sir Charles Gladstone e di Isla Margherita Gladstone (nata Crum). Era pronipote dell'ex Primo ministro del Regno Unito William Ewart Gladstone.
Studiò all'Eton College e nel 1943 entrò volontario nella Royal Naval Reserve. Combatté nella seconda guerra mondiale principalmente su un cacciatorpediniere nell'Oceano Indiano. Dopo aver lasciato la Royal Navy con il grado di sottotenente conseguì una laurea con lode in storia presso il Christ Church College dell'Università di Oxford. Lavorò come insegnante alla Shrewsbury School e all'Eton College. Nel 1961 divenne preside del Lancing College. Si ritirò dalla professione di insegnante nel 1969.
Nel 1968, alla morte di suo padre, divenne il VII baronetto Gladstone. Il 23 aprile 1999 venne nominato cavaliere dell'Ordine della Giarrettiera.
Gladstone entrò negli scout mentre era studiava all'Eton College. Incoraggiò il gruppo scout scolastico mentre era a capo del Lancing College. Dal 1972 al 1982 fu Capo Scout del Regno Unito e dei territori d'oltremare.  Durante il suo incarico si interessò particolarmente allo sviluppo dello scautismo in aree svantaggiate, in particolare nelle città interne e nei nuovi quartieri residenziali. Nel 1979 fu eletto presidente del Comitato Scout Mondiale. Terminò il mandato nel 1983.
Dall'agosto del 1985 al 5 giugno 2001 fu lord luogotenente del Clwyd.
Circondato dai suoi cari, morì serenamente al Countess of Chester Hospital di Chester il 29 marzo 2018 all'età di 92 anni. Le esequie si tennero il 13 aprile alle ore 14.30 nella chiesa di San Deiniol a Hawarden e furono presiedute dalla reverenda Andrea Jones. Al termine del rito fu sepolto nel cimitero della chiesa.

## Vita personale
Era sposato con Rosamund Anne Hambro (nata nel 1939) dal 10 settembre 1962. Ebbero figli: Charles Angus (nato nel 1964), Victoria Frances (nata nel 1967) e Robert Nicolas (nato nel 1968).
Sua moglie è figlia del maggiore Robert Alexander Hambro (1910 - 1943) e di Barbara Jessica Hardy Beaton (1912 - 1973). È anche nipote di Sir Cecil Beaton (1904 - 1980)  e di lady Nancy Smiley (1909 - 1999), moglie di Sir Hugh Houston Smiley, III baronetto (1905 - 1990).
La sua residenza ufficiale era il castello di Hawarden, nel Flintshire.

## Ascendenza
|                                      |                   |                       | Genitori                           |  |  | Nonni |  |  | Bisnonni                         |  |  | Trisnonni                       |  |
|                                      |                   |                       |                                    |  |  |       |  |  | rt. hon. William Ewart Gladstone |  |  | sir John Gladstone, I baronetto |  |
|                                      |                   |                       |                                    |  |  |       |  |  | rt. hon. William Ewart Gladstone |  |  | sir John Gladstone, I baronetto |  |
|                                      |                   | Anne Robertson        |                                    |  |  |       |  |  | rt. hon. William Ewart Gladstone |  |  |                                 |  |
| rev. Stephen Edward Gladstone        |                   |                       |                                    |  |  |       |  |  | rt. hon. William Ewart Gladstone |  |  |                                 |  |
|                                      |                   | Catherine Glynne      | sir Stephen Glynne, VIII baronetto |  |  |       |  |  |                                  |  |  |                                 |  |
|                                      |                   | Catherine Glynne      | sir Stephen Glynne, VIII baronetto |  |  |       |  |  |                                  |  |  |                                 |  |
|                                      |                   | Catherine Glynne      | Mary Griffin                       |  |  |       |  |  |                                  |  |  |                                 |  |
| sir Charles Gladstone, VI baronetto  |                   | Catherine Glynne      |                                    |  |  |       |  |  |                                  |  |  |                                 |  |
|                                      |                   | Charles Bowman Wilson | James Fairhurst Wilson             |  |  |       |  |  |                                  |  |  |                                 |  |
|                                      |                   | Charles Bowman Wilson | James Fairhurst Wilson             |  |  |       |  |  |                                  |  |  |                                 |  |
|                                      |                   | Charles Bowman Wilson | Mary Anne Turner                   |  |  |       |  |  |                                  |  |  |                                 |  |
| Annie Crosthwaite Wilson             |                   | Charles Bowman Wilson |                                    |  |  |       |  |  |                                  |  |  |                                 |  |
|                                      |                   | Sarah Ann Lewis       | …                                  |  |  |       |  |  |                                  |  |  |                                 |  |
|                                      |                   | Sarah Ann Lewis       | …                                  |  |  |       |  |  |                                  |  |  |                                 |  |
|                                      |                   | Sarah Ann Lewis       | …                                  |  |  |       |  |  |                                  |  |  |                                 |  |
| sir William Gladstone, VII baronetto |                   | Sarah Ann Lewis       |                                    |  |  |       |  |  |                                  |  |  |                                 |  |
|                                      | Walter Ewing Crum | Walter Crum           |                                    |  |  |       |  |  |                                  |  |  |                                 |  |
|                                      | Walter Ewing Crum | Walter Crum           |                                    |  |  |       |  |  |                                  |  |  |                                 |  |
|                                      | Walter Ewing Crum | Jessie Graham         |                                    |  |  |       |  |  |                                  |  |  |                                 |  |
| sir Walter Erskine Crum              | Walter Ewing Crum |                       |                                    |  |  |       |  |  |                                  |  |  |                                 |  |
|                                      |                   | Sarah Margaret Tinne  | John Abraham Tinne                 |  |  |       |  |  |                                  |  |  |                                 |  |
|                                      |                   | Sarah Margaret Tinne  | John Abraham Tinne                 |  |  |       |  |  |                                  |  |  |                                 |  |
|                                      |                   | Sarah Margaret Tinne  | Margaret Sandbach                  |  |  |       |  |  |                                  |  |  |                                 |  |
| Isla Margaret Erskine Crum           |                   | Sarah Margaret Tinne  |                                    |  |  |       |  |  |                                  |  |  |                                 |  |
|                                      |                   | …                     | …                                  |  |  |       |  |  |                                  |  |  |                                 |  |
|                                      |                   | …                     | …                                  |  |  |       |  |  |                                  |  |  |                                 |  |
|                                      |                   | …                     | …                                  |  |  |       |  |  |                                  |  |  |                                 |  |
| Violet Mary Forbes                   |                   | …                     |                                    |  |  |       |  |  |                                  |  |  |                                 |  |
|                                      |                   | …                     | …                                  |  |  |       |  |  |                                  |  |  |                                 |  |
|                                      |                   | …                     | …                                  |  |  |       |  |  |                                  |  |  |                                 |  |
|                                      |                   | …                     | …                                  |  |  |       |  |  |                                  |  |  |                                 |  |
|                                      |                   | …                     |                                    |  |  |       |  |  |                                  |  |  |                                 |  |